# 17356 Vityazev
17356 Vityazev eller 1978 PG4 är en asteroid i huvudbältet som upptäcktes den 9 augusti 1978 av den rysk-sovjetiske astronomen Nikolaj Tjernych vid Krims astrofysiska observatorium på Krim. Den har fått sitt namn efter Veniamin Vladimirovich Vityazev.
Den tillhör asteroidgruppen Flora.